# Re di tutti i popoli

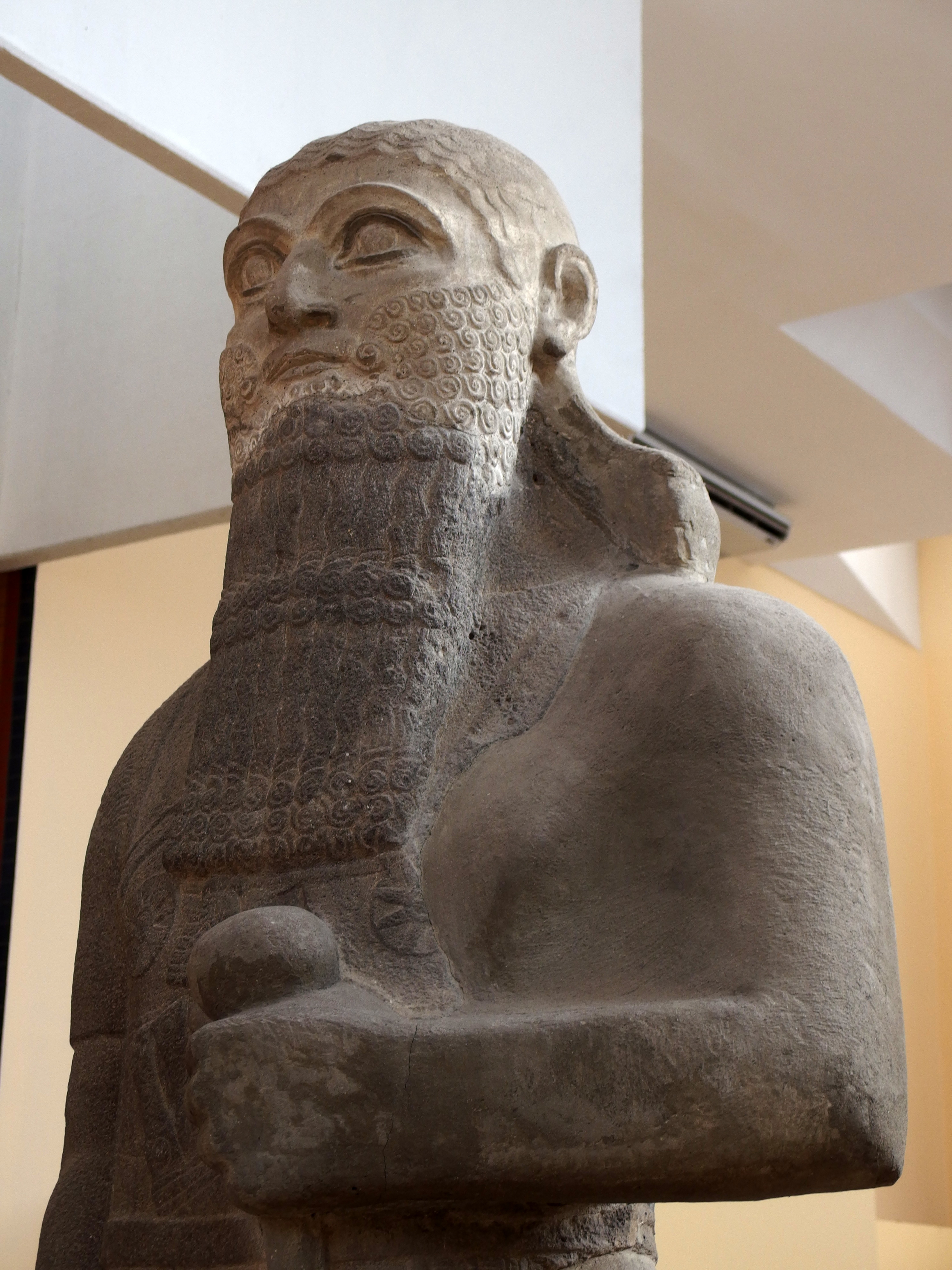
Il titolo di Re di tutti i popoli fu spesso usato dal re neo-assiro Salmanassar III.

Re di tutti i popoli (accadico: šar kiššat nišē) era un titolo raramente attestato di grande prestigio rivendicato da alcuni dei re d'Assiria. Era uno dei antichi titoli mesopotamici che rivendicavano esplicitamente il dominio del mondo, gli altri erano šar kibrāt erbetti (Re dei quattro angoli del mondo) e šar kiššatim (Re dell'universo). A differenza di questi altri due titoli che avevano le loro origini durante l'Impero di Akkad ~ 2300 a.C. e avevano subito un diffuso riconoscimento e utilizzo in oltre mille anni di storia mesopotamica, il titolo di šar kiššat nišē sembra essere stato un'invenzione dei re assiri ed essere stato utilizzato solo da una manciata di monarchi.
A differenza degli altri titoli di presunta dominazione del mondo, "re di tutti i popoli" non si riferiva ad un dominio territoriale ma al legittimo diretto del re assiro, in quanto superiore agli Stranieri, di governare su tutti i popoli. Appare nei titoli dei re medio-assiri Salmanassar I e Tukulti-Ninurta I.
Šar kiššat nišē era uno dei numerosi titoli usati dal re neo-assiro Assurnasirpal II, altri titoli ed epiteti simili usati da lui includono šapir kal nišē ("comandante di tutti i popoli") e ša naphar kiššat nišē ipellu ("colui che governa tutti i popoli"). Per far valere il suo diritto di governare su tutti i popoli, Assurnasirpal si assicurò che la sua nuova capitale di Kalhu avesse un carattere multietnico molto distinto come risultato della deportazione fattavi di personale qualificato proveniente da tutto l'Impero. Il titolo di šar kiššat nišē fu ampiamente utilizzato anche dal figlio (e successore) di Ashurnasirpal, Salmanassar III.

## Lista dei Re di tutti i popoli noti
- Salmanassar I (regno 1263–1234 a.C.)[2]
- Tukulti-Ninurta I (regno 1233–1208 a.C.)[2]
- Assurnasirpal II (regno 883–859 a.C.)[1]
- Salmanassar III (regno 859–824 a.C.)[1][5]